# Злата Бојовић
Злата Бојовић (Београд, 24. децембар 1939) српски је историчар књижевности, универзитетски професор и академик САНУ.

## Биографија
Школовала се у Београду. После завршетка гимназије студирала је на групи за југословенску и светску књижевност на Филозофском (потом Филолошком) факултету између 1959. и 1963. године. Постдипломске студије завршила је 1965. одбранивши магистарски рад са темом Барокни песник Никола Бунић. Од 1966. до 1969. била је асистент у Институту за књижевност ; 1969/1970. боравила је 6 месеци на студијском усавршавању у Венецији. Исте године изабрана је за асистента на Филолошком факултету за предмет Књижевност од ренесансе до рационализма. Докторску тезу Барокни песник Петар Канавеловић одбранила је 1976, у звање доцента изабрана је 1977, ванредног професора 1983, редовног професора 1988. Од 1987. до 1989. била је продекан Филолошког факултета, а од 1991. до 1995. управник Катедре за српску књижевност са јужнословенским књижевностима. Засновала је и од 1994. предаје предмет Увод у јужнословенске књижевне студије.
Уредник је часописа Прилози за књижевност, језик, историју и фолклор и Братство; члан је уредништва часописа Књижевност и језик. Члан је управе Међународног славистичког центра. Основна област књижевноисторијског рада Злате Бојовић је књижевност у доба хуманизма и ренесансе и барока у Дубровнику и Далмацији.
За редовног члана САНУ изабрана је 8. новембра 2018. године.

## Одабрана дела
- Бојовић, Злата (1980). Барокни песник Петар Канавеловић. Београд: САНУ.
- Бојовић, Злата (1990). Џиво Гундулић краљ илирске поезије. Београд: Научна књига.
- Бојовић, Злата (2003). Ренесанса и барок: Студије и чланци о дубровачкој књижевности. Београд: Народна књига.
- Бојовић, Злата (2014). Историја дубровачке књижевности. Београд: Српска књижевна задруга.
- Бојовић, Злата, ур. (2017). Дубровачка књижевност у српској историји књижевности: Речник проучавалаца. Београд: Филолошки факултет.
- Бојовић, Злата (2018). „Србија у хуманистичким Коментарима о мојем времену Луја (Лудовика) Цријевића Туберона”. Средњи век у српској науци, историји, књижевности и уметности. 9. Деспотовац: Народна библиотека. стр. 185—195.
- Бојовић, Злата (2019). „Деспот Стефан Лазаревић у књижевној и народној традицији” (PDF). Средњи век у српској науци, историји, књижевности и уметности. 10. Деспотовац: Народна библиотека. стр. 53—60. Архивирано из оригинала 28. 06. 2024. г. Приступљено 28. 06. 2024.
- Бојовић, Злата (2021). „Деспот Стефан Лазаревић и његово доба у Љетопису црковном Андрије Змајевића” (PDF). Средњи век у српској науци, историји, књижевности и уметности. 11. Деспотовац: Народна библиотека. стр. 9—19. Архивирано из оригинала 28. 06. 2024. г. Приступљено 28. 06. 2024.
- Бојовић, Злата (2022). „Култ Немањића у дубровачким барокним биографијама и родословима” (PDF). Средњи век у српској науци, историји, књижевности и уметности. 12. Деспотовац: Народна библиотека. стр. 9—17. Архивирано из оригинала 28. 06. 2024. г. Приступљено 28. 06. 2024.
- Бојовић, Злата (2023). „Књижевно памћење српске средњовековне историје” (PDF). Средњи век у српској науци, историји, књижевности и уметности. 13. Деспотовац: Народна библиотека. стр. 29—36. Архивирано из оригинала 28. 06. 2024. г. Приступљено 28. 06. 2024.

## Награде и признања
- Награда „Златна српска књижевност”, 2010.
- Награда „Матија Бан”, 2013.
- Награда града Београда „Деспот Стефан Лазаревић”, за књигу Историја дубровачке књижевности, 2015.
- Награда „Печат времена”, за књигу Историја дубровачке књижевности, 2015.
- Вукова награда, за 2020.[3]
- Ћирилична даровница, најзначајнија награда „Ћириличне баштине”, за изузетан допринос у очувању ћирилице и неговању српског језика и писма, Музеј ћирилице Рача - Бајина Башта, 2024.[4]